# Shigemitsu Sudō
Shigemitsu Sudō (jap. 須藤 茂光, Sudō Shigemitsu; * 2. April 1956 in der Präfektur Hokkaido) ist ein ehemaliger japanischer Fußballspieler.

## Karriere

### Als Spieler

#### Verein
Shigemitsu Sudō spielte von 1979 bis 1981 117-mal für Hitachi. Ende 1981 beendete er seine Karriere als Fußballspieler.

#### Nationalmannschaft
1979 debütierte Sudō für die japanische Fußballnationalmannschaft. Sudō bestritt 13 Länderspiele.

### Als Trainer
Shigemitsu Sudō übernahm am 1. Februar 2018 das Traineramt beim Viertligisten Verspah Ōita.

## Auszeichnungen
- Japan Soccer League Rookie des Jahres: 1979